# Pochodzenie świata
Pochodzenie świata (fr. L’Origine du monde) – obraz Gustave’a Courbeta namalowany techniką olejną na płótnie w 1866. Jego wymiary to około 46 na 55 cm. Przedstawia okolicę genitalną oraz brzuch nagiej, leżącej kobiety, która rozkłada swoje nogi.
Kompozycja sceny podkreśla jej erotyzm. Erekcja brodawki sutka oraz zaczerwienione wargi sromowe mogą sugerować, że modelka jest podniecona erotycznie.

## Historia obrazu

### Tożsamość modelki

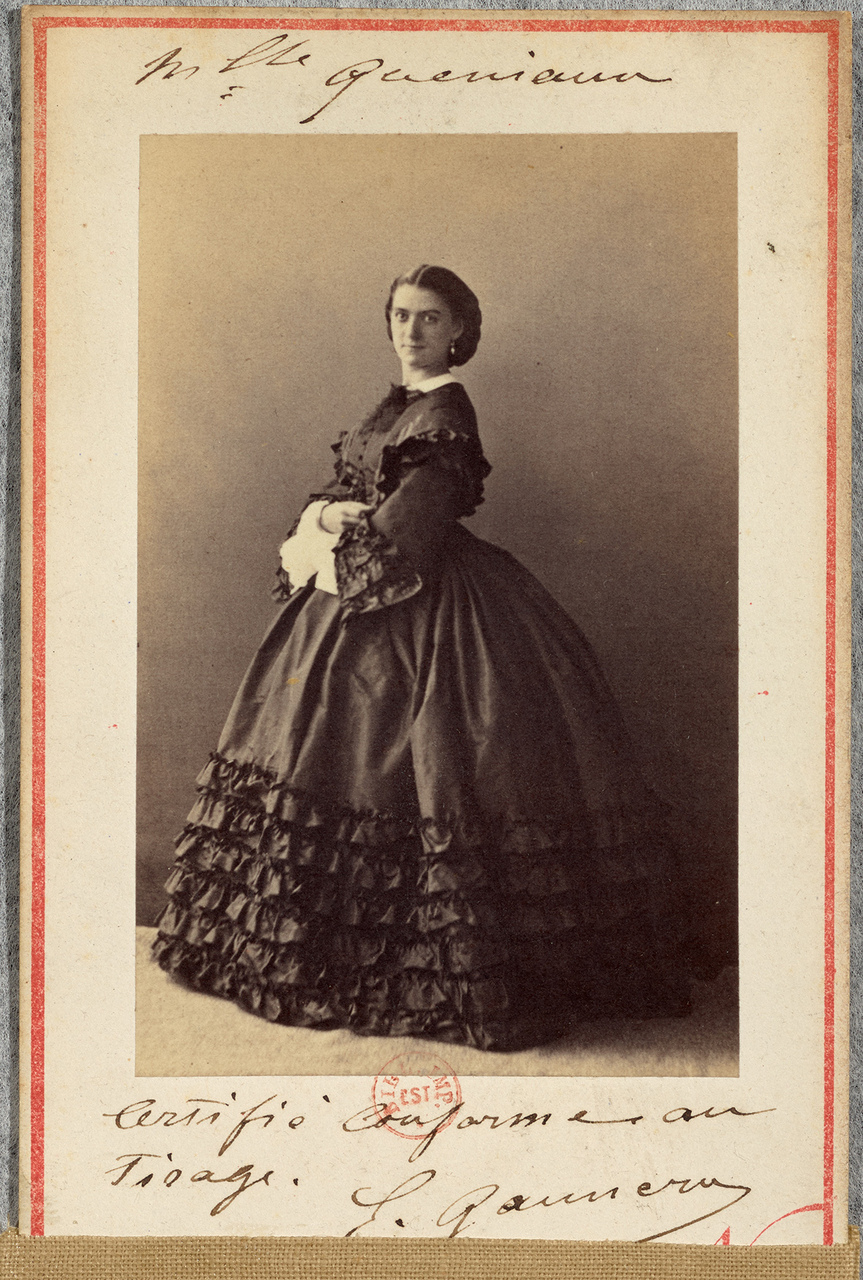
Constance Quéniaux – XIX-wieczna tancerka paryskiej opery, modelka, która pozowała do obrazu Pochodzenie świata

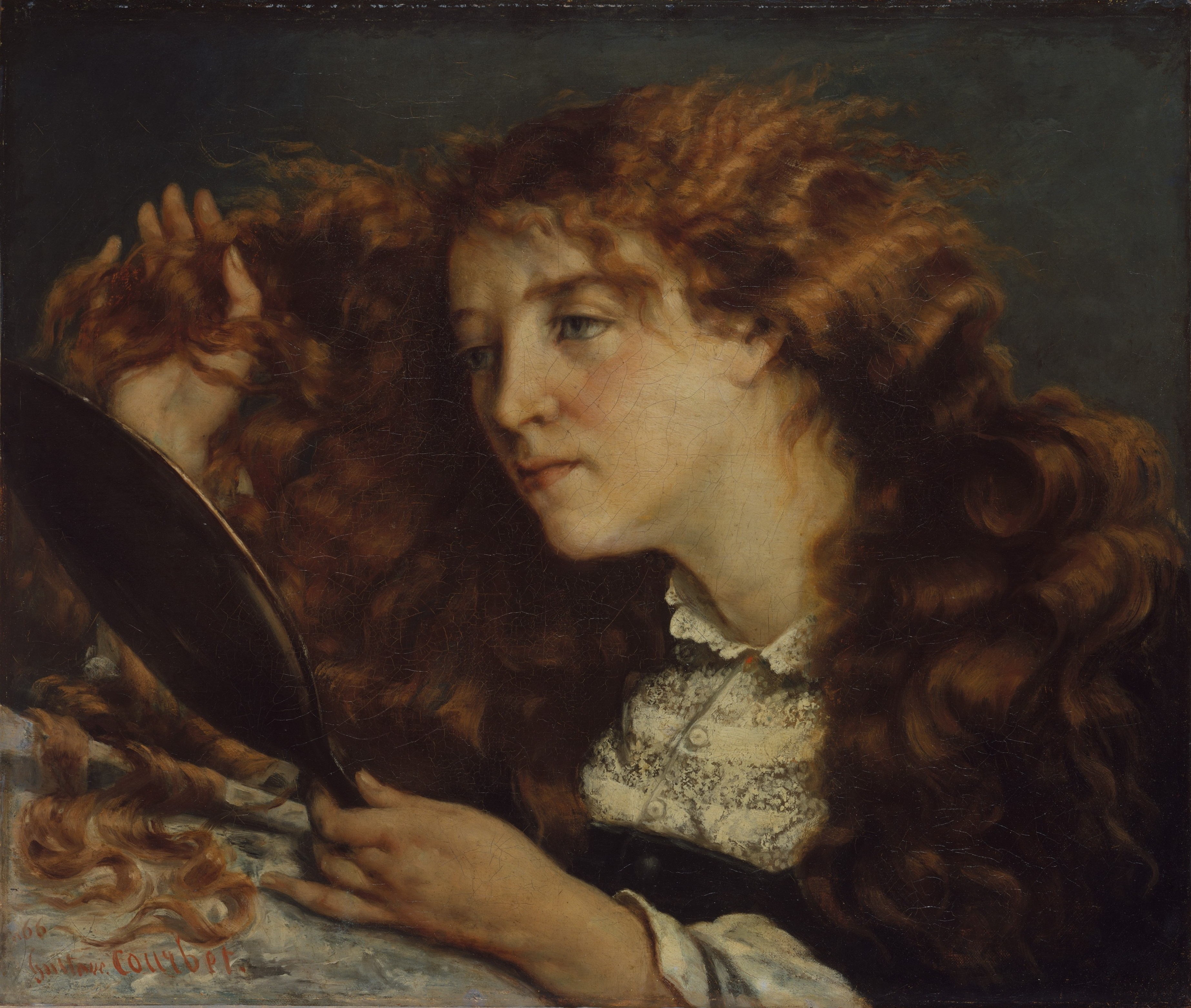
Gustave Courbet, La belle Irlandaise (Portret Jo), portret Joanny Hiffernan, modelki prawdopodobnie pozującej do obrazu Pochodzenie świata

W okresie malowania obrazu ulubioną modelką Courbeta była Joanna Hiffernan, znana też jako Jo. Związana wówczas z Jamesem Whistlerem, amerykańskim malarzem i uczniem Courbeta.
W ciągu swojej kariery Courbet namalował cztery portrety Hiffernan. Według niektórych badaczy była też prawdopodobnie modelką, pozującą do obrazu Pochodzenie świata, co wyjaśniałoby gwałtowne zerwanie z Whistlerem niedługo potem, który wrócił do Stanów Zjednoczonych, porzucając kochankę. Mimo rudych włosów Hiffernan, wyraźnie kontrastujących z czarnymi włosami łonowymi kobiety przedstawionej na obrazie, przeważała hipoteza, że to właśnie ona była modelką.
Jednak w 2018 odkryto, że modelką była Constance Quéniaux. Była ona znaną XIX-wieczną tancerką opery. Tancerka była kochanką tureckiego dyplomaty, na którego zamówienie obraz został namalowany. Dyplomata umieścił Pochodzenie świata w swojej rezydencji – w małym pokoju bez okien, by nie mogły go oglądać niepożądane osoby. Postanowił później sprzedać płótno z powodu problemów finansowych.

### Właściciele obrazu
Zleceniodawcą obrazu był Halil Şerif Paşa, turecki dyplomata, kolekcjonujący dzieła malarskie o tematyce erotycznej. Za pośrednictwem Sainte-Beuve’a poznał on Courbeta, u którego zamówił obraz do swojej kolekcji, w której znajdowało się też płótno Ingres’a Łaźnia turecka, a także inny obraz Courbeta Śpiące, do którego prawdopodobnie pozowała Hiffernan.

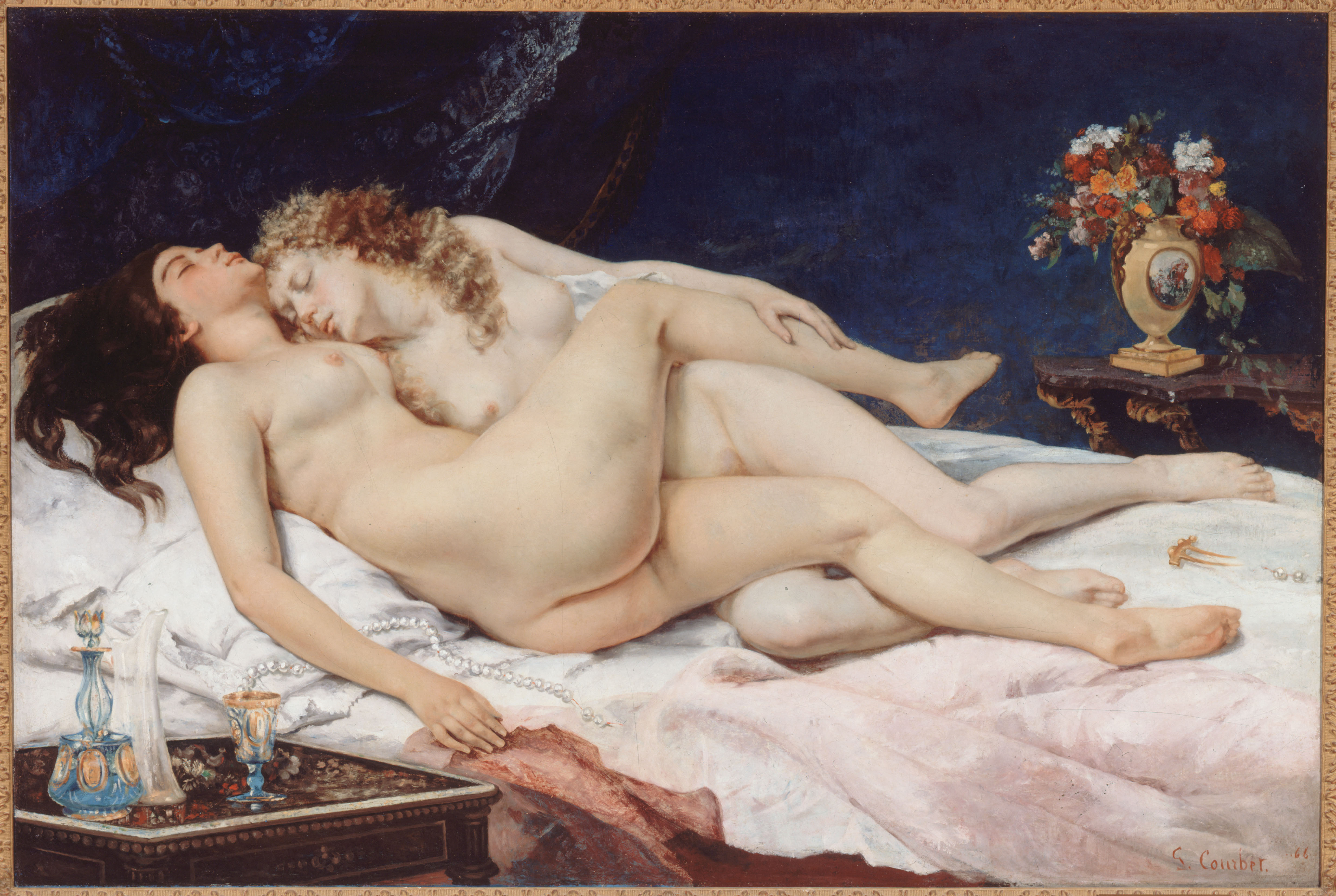
Śpiące

Z powodu powrotu do Turcji sprzedał obraz, który kupił na aukcji w 1868 handlarz antykami, Antoine de la Narde. Edmond de Goncourt nabył go w 1889 w antykwariacie i ukrył za specjalnie wykonaną deską, na której wymalowano obraz przedstawiający kościół w zimowym krajobrazie. Przypuszcza się, że węgierski kolekcjoner Ferenc Hatvany kupił go w 1910 roku w galerii Bernheim-Jeune i zabrał go ze sobą na Węgry. Hatvany został zmuszony przez radzieckie wojska do ucieczki. Pozwolono mu zabrać ze sobą tylko jeden obraz. Wybrał właśnie Pochodzenie świata i przybył z nim do Paryża.
W 1955 obraz został kupiony na aukcji przez francuskiego psychoanalityka Jacques’a Lacana za półtora miliona franków francuskich. Razem z żoną, Sylvią Bataille, umieścili go w swojej wiejskiej posiadłości, w Guitrancourt. Lacan poprosił André Massona o wykonanie ramy z podwójnym dnem i namalowanie na jej powierzchni innego obrazu. André Masson wykonał wtedy surrealistyczną wersję Pochodzenia świata. Po śmierci Lacana w 1981 roku obraz miał zostać przekazany Musée d’Orsay. Transakcja została sfinalizowana w 1995 roku.